# 松山大空襲

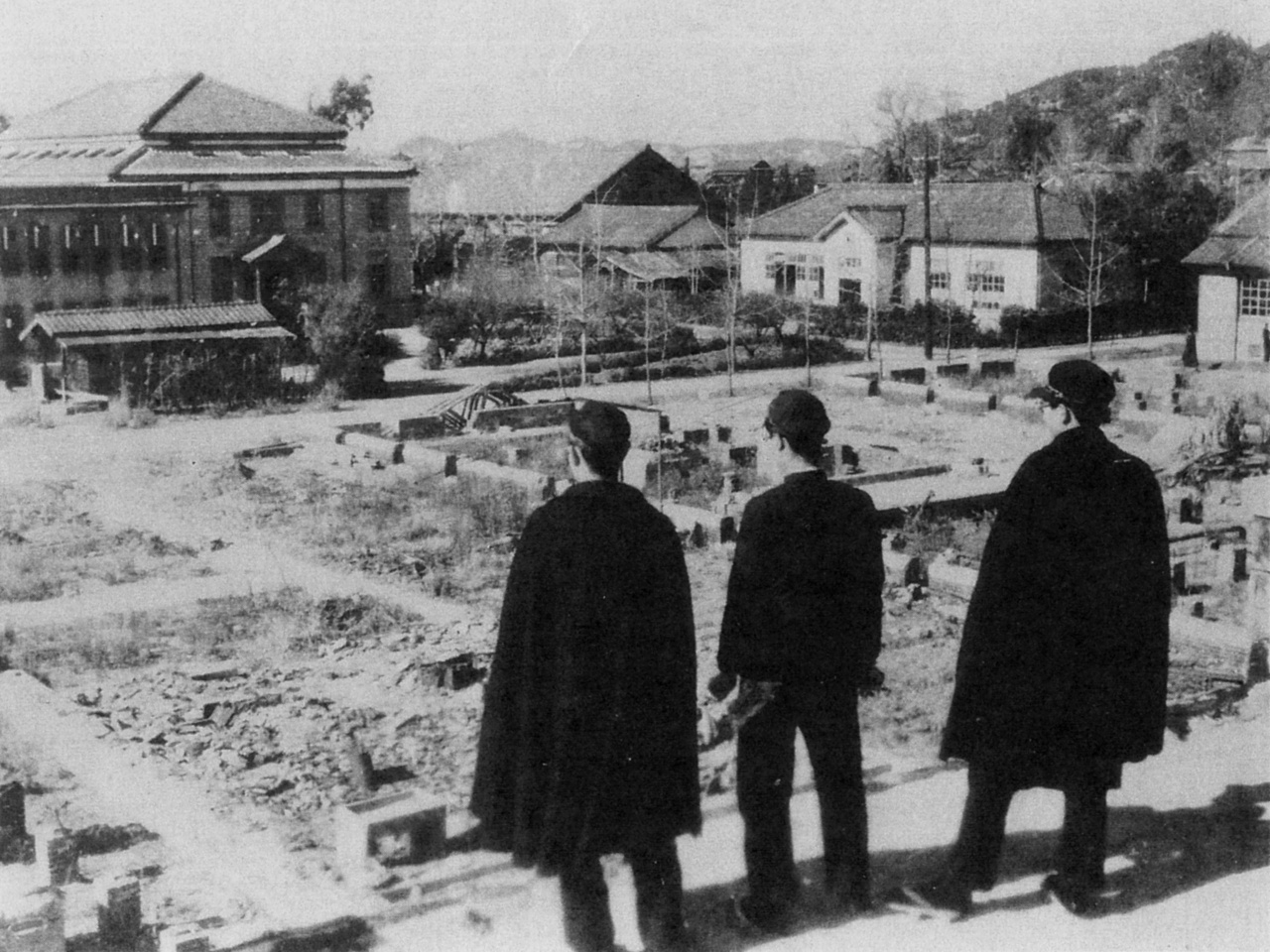
空襲で校舎と寄宿舎を焼失した旧制松山高等学校

松山大空襲（まつやまだいくうしゅう）は、太平洋戦争末期の1945年7月26日深夜から翌日未明にかけて、愛媛県松山市が受けた空襲のこと。ここでは愛媛県が受けたその他の空襲についても解説する。

## 概要
7月26日の深夜、アメリカ陸軍航空軍の128機のB-29が豊後水道を北東に進み、佐田岬を経由して松山市の西方上空に飛来、空襲警報発令から約30分後の午後11時30分ごろに第1弾を新町（現在の清水町1丁目付近）に投下し、右旋回して城山を中心に約2時間、焼夷弾896トンを投下した。
死者251人（男117人、女134人）、行方不明8人、負傷者は把握不可能なほどの被害であった。旧市街の城北、通町（平和通2丁目付近）の一部を残して焼け野原となり、全戸数の55％である1万4,300戸が被害を受け、人口の53％の6万2,200人が被災した。
県庁や市役所、裁判所、図書館、日本銀行、四国銀行などが焼け残り、その後の復興事業に大変役立った。
大空襲の翌日、愛媛県知事の土肥米之は、「必勝の信念を高め、皇土の防衛と聖戦の完勝を期そう」と市民に呼び掛けた。

## アメリカ軍の作戦任務報告書による松山大空襲の爆撃データ
- ミッション293[1]

- 爆撃日時

1945年7月26日午後11時8分から翌日午前1時18分（日本時間）
- 爆撃部隊

アメリカ陸軍航空軍第21爆撃集団所属、第73爆撃団
- B-29爆撃機数

128機
- 投下した焼夷弾の種類、量

AN-M17A1　15.0米トン
E-46 470.0米トン
E-36 16.6米トン
AN-M47A2 394.4米トン
計　896.0米トン

## 松山市への空襲
- 1945年2月10日、1機のB29が初めて松山市上空を偵察飛行。
- 2月17日、アメリカ軍の艦載機が松山海軍航空隊基地を爆撃。松山市への初空襲。
- 5月4日朝、17機のB29が松山海軍航空隊基地を爆撃。死者76人、行方不明3人、重軽傷者169人。
- 7月26～27日、松山大空襲。

その他多数。

## 今治市への空襲
- 1945年4月26日、4機のB29が飛来し、60発の爆弾を投下。死者68人、重軽傷者34人（死者90人、重軽傷者300人余の説あり）、全壊家屋12戸、半壊42戸（全壊家屋41戸、半壊63戸の説あり）。
- 5月8日、死者29名、重傷者4名、全壊家屋43戸、半壊98戸。
- 8月6日0時5分から0時47分、第58爆撃団のB29が64機襲来。死者454人、重傷者150人、全焼家屋8,199戸（8,212戸の説あり）、被災者34,200人、市街地の80％が焼失。犠牲者の中には、松山高等女学校や松山城北高等女学校の女子生徒、沖縄から動員されていた女子工員も多数含まれていた。第21爆撃軍団作戦任務報告書ミッション316。投下された焼夷弾は、M19が489.8米トン、T4E4が12.2米トン、AN-M64が8.0米トン、合計510.0米トン。

2008年3月、別宮山南光坊に、『今治市戰災の碑』が建立されている。

## 宇和島市への空襲
- 1945年5月10日、宇和島市への空襲。死者115人、重傷者26人、軽傷者55人。宇和島市は、この後9回の空襲を受けている。
- 1945年7月28-29日、アメリカは津、青森、一宮、宇治山田、大垣、宇和島をほぼ同時に空襲した[2]。

## その他の愛媛県への空襲
その他、八幡浜市、新居浜市、西条市が空襲を受けている。

## 愛媛県を空襲する目的
- 松山に航空隊基地があったこと
- 県下に、重工業や軍需生産の都市が多かったこと
- アメリカ軍の主要航空路であった豊後水道に面していたこと

## 四国への空襲
- 高松空襲
- 高知大空襲
- 徳島大空襲